# 彭肯山
47°10′8.2″N 11°47′58.8″E / 47.168944°N 11.799667°E

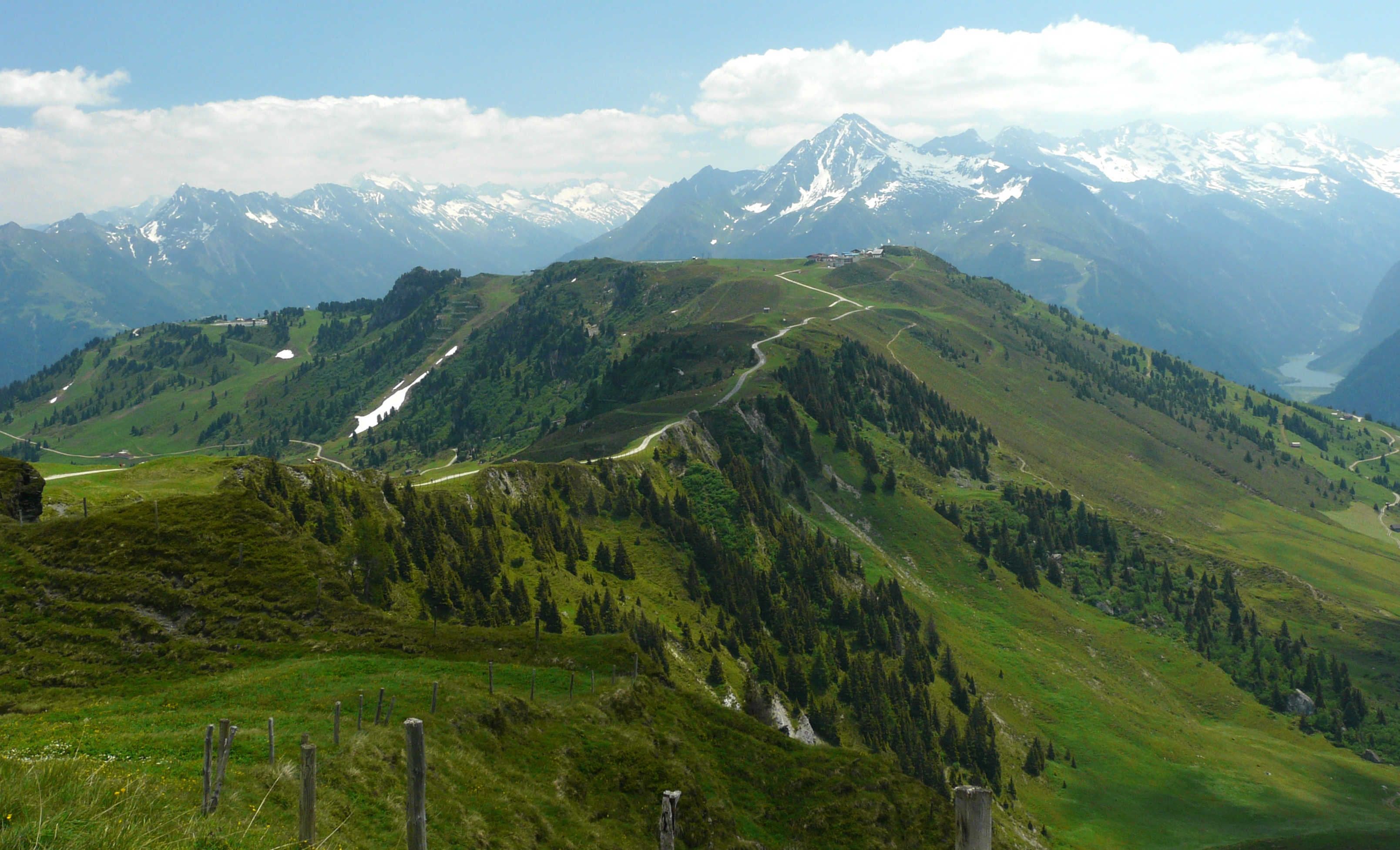

彭肯山（德語：Penken），是奧地利的山峰，位於該國西部，由蒂羅爾州負責管轄，屬於圖克斯山的一部分，距離萬格爾峰1.8公里，海拔高度2,095米，每年平均降雨量1,806毫米。